# Subsecretaría de Hacienda y Crédito Público
La Subsecretaría de Hacienda y Crédito Público es una subsecretaría de estado de la administración pública federal que depende de la Secretaría de Hacienda y Crédito Público.
La subsecretaría surge a partir de la publicación del Reglamento Interior de la Secretaría de Hacienda y Crédito Público en el Diario Oficial de la Federación el 23 de mayo de 1977, aunque la figura de subsecretario de Hacienda aparece en el siglo XX.

## Objetivo
"Proponer, dirigir y controlar la política económica del Gobierno Federal en materia financiera, fiscal, crediticia, bancaria, de divisas, precios, tarifas de bienes y servicios del sector público y de deuda pública, generando las condiciones adecuadas para aumentar la productividad y el crecimiento potencial de la economía y manteniendo el déficit de las cuentas externas del país en niveles moderados y sanamente financiables con recursos de largo plazo".

## Funciones
Entre las funciones principales de la Subsecretaría son:
1. Programar, organizar, dirigir y evaluar las actividades y funciones de acuerdo a los lineamientos que determine el Secretario de las Unidades que la conforman.
2. Someter al Secretario los anteproyectos de tratados y convenios internacionales en las materias de su competencia y celebrar los acuerdos que basándose en aquellos no requieran la firma del Secretario, y proporcionar la información y la cooperación técnica que les sean solicitadas por otras dependencias del Ejecutivo Federal, de acuerdo a las políticas establecidas y colaborar en los diferentes foros y eventos nacionales e internacionales relativos a su competencia y designar a servidores públicos para representar a la Secretaría ante los órganos colegiados o grupos de trabajo que se establezcan en las disposiciones que no son emitidas por el Presidente de la República y en los que deban participar o, cuando por invitación de otras dependencias, entidades o instancias públicas, se estime pertinente.
3. Someter al Secretario los anteproyectos de iniciativas de leyes o decretos, así como los anteproyectos de reglamentos, decretos, acuerdos y órdenes del presidente de la República en los asuntos de la competencia de las unidades adscritas a su responsabilidad, así como coordinarse con los demás subsecretarios y con el oficial mayor, el procurador fiscal de la Federación y el tesorero de la Federación, en su caso, en el desempeño de sus facultades y formular el anteproyecto de presupuesto de las unidades administrativas que se encuentran adscritas a su responsabilidad.
4. Realizar las demás que le señalen otras disposiciones legales y las que les confiera directamente el Secretario.[3]

## Antecedentes
El 22 de marzo de 1988 desaparece la Subsecretaría de la Banca Nacional, por lo cual la Subsecretaría de Hacienda y Crédito Público absorbe las Unidades de Seguros y Valores; de Banca de Desarrollo; y de Banca Múltiple.
Mediante decreto del 4 de junio de 1992, desaparece la Secretaría de Programación y Presupuesto, lo que hace que la Dirección General de Política Económica y Social se adjudiquen a la Secretaría de Hacienda y Crédito Público, y cambia su denominación por Unidad de Planeación del Desarrollo, quedando adscrita a la Subsecretaría de Hacienda y Crédito Público.
El 31 de octubre de 2014, el Diario Oficial de la Federación publicó el Decreto que modifica el Reglamento Interior de la Secretaría de Hacienda y Crédito Público, el cual incorpora las Direcciones Generales de Finanzas Públicas y de Estadística de la Hacienda Pública en la Subsecretaría de Hacienda y Crédito Público.

## Organigrama
Cuenta con las siguientes unidades para llevar a cabo sus funciones:
- Unidad de Planeación Económica de la Hacienda Pública (UPEHP)
- Unidad de Crédito Público (UCP)
- Unidad de Banca de Desarrollo (UBD)
- Unidad de Banca, Valores y Ahorro (UBVA)
- Unidad de Seguros, Pensiones y Seguridad Social (USPS)
- Unidad de Asuntos Internacionales de Hacienda (UAIH)

## Subsecretarios de Hacienda y Crédito Público
| Subsecretario                      | Periodo                                            | Secretario de Hacienda                                                                                                  | Presidente de México                                                  |
| ---------------------------------- | -------------------------------------------------- | --- | --------------------------------------------------------------------- |
| León Salinas                       | 26 de septiembre de 1923 - 30 de noviembre de 1924 | Alberto J. Pani (1923 - 1927)                                                                                           | Álvaro Obregón (1920 - 1924)                                          |
| Alberto Mascareñas Navarro         | 1 de diciembre de 1924 - enero de 1925             | Alberto J. Pani (1923 - 1927)                                                                                           | Plutarco Elías Calles (1924 - 1928)                                   |
| José Vázquez Schiaffino            | 6 de enero de 1925 - 8 de junio de 1925            | Alberto J. Pani (1923 - 1927)                                                                                           | Plutarco Elías Calles (1924 - 1928)                                   |
| Octavio Dubois Méndez              | 9 de junio de 1925 - 15 de febrero de 1927         | Alberto J. Pani (1923 - 1927)                                                                                           | Plutarco Elías Calles (1924 - 1928)                                   |
| Vacante                            | 15 de febrero de 1927 - 12 de febrero de 1930      | Luis Montes de Oca (1927 - 1932)                                                                                        | Plutarco Elías Calles (1924 - 1928)                                   |
| Vacante                            | 15 de febrero de 1927 - 12 de febrero de 1930      | Luis Montes de Oca (1927 - 1932)                                                                                        | Emilio Portes Gil (1928 - 1930)                                       |
| Rafael Mancera Ortiz               | 12 de febrero de 1930 - 16 de febrero de 1932      | Luis Montes de Oca (1927 - 1932)                                                                                        | Pascual Ortiz Rubio (1930 - 1932)                                     |
| Octavio Dubois Méndez              | 16 de febrero de 1932 - 28 de septiembre de 1933   | Alberto J. Pani (1932 - 1933)                                                                                           | Pascual Ortiz Rubio (1930 - 1932)                                     |
| Octavio Dubois Méndez              | 16 de febrero de 1932 - 28 de septiembre de 1933   | Alberto J. Pani (1932 - 1933)                                                                                           | Abelardo L. Rodríguez (1932 - 1934)                                   |
| Marte R. Gómez                     | 29 de septiembre de 1933 - 31 de diciembre de 1933 | Plutarco Elías Calles (1933)                                                                                            |                                                                       |
| Alfonso González Gallardo          | 1 de marzo de 1934 - 30 de noviembre de 1934       | Marte R. Gómez (1933 - 1934)                                                                                            |                                                                       |
| Efraín Buenrostro Ochoa            | 27 de diciembre de 1934 - 15 de enero de 1938      | Narciso Bassols (1934 - 1935)                                                                                           | Lázaro Cárdenas del Río (1934 - 1940)                                 |
| Efraín Buenrostro Ochoa            | 27 de diciembre de 1934 - 15 de enero de 1938      | Eduardo Suárez Aránzolo (1935 - 1946)                                                                                   | Lázaro Cárdenas del Río (1934 - 1940)                                 |
| Eduardo Villaseñor Ángeles         | 16 de enero de 1938 - 8 de septiembre de 1940      | | Lázaro Cárdenas del Río (1934 - 1940)                                 |
| Antonio Espinosa de los Monteros   | 9 de septiembre de 1940 - 30 de noviembre de 1940  | | Lázaro Cárdenas del Río (1934 - 1940)                                 |
| Ramón Beteta Quintana              | 1 de diciembre de 1940 - 29 de septiembre de 1945  | Manuel Ávila Camacho (1940 - 1946)                                                                                      |                                                                       |
| Jesús Silva Herzog                 | 29 de septiembre de 1945 - 30 de noviembre de 1946 | Manuel Ávila Camacho (1940 - 1946)                                                                                      |                                                                       |
| Eduardo Bustamante Vasconcelos     | 2 de diciembre de 1946 - 11 de febrero de 1949     | Ramón Beteta Quintana (1946 - 1952) Antonio Carrillo Flores (1952 - 1958)                                               | Miguel Alemán Valdés (1946 - 1952) Adolfo Ruiz Cortines (1952 - 1958) |
| Rafael Mancera Ortiz               | 4 de noviembre de 1948 - 30 de noviembre de 1958   | Ramón Beteta Quintana (1946 - 1952) Antonio Carrillo Flores (1952 - 1958)                                               | Miguel Alemán Valdés (1946 - 1952) Adolfo Ruiz Cortines (1952 - 1958) |
| Jesús Rodríguez y Rodríguez        | 3 de enero de 1959 - 30 de noviembre de 1970       | Antonio Ortiz Mena (1958 - 1970) Hugo B. Margáin (1970)                                                                 | Adolfo López Mateos (1958 - 1964) Gustavo Díaz Ordaz (1964 - 1970)    |
| Mario Ramón Beteta Monsalve        | 1 de diciembre de 1970 - 22 de septiembre de 1975  | Hugo B. Margáin (1970 - 1973) José López Portillo (1973 - 1975)                                                         | Luis Echeverría Álvarez (1970 - 1976)                                 |
| Miguel de la Madrid Hurtado        | 29 de septiembre de 1975 - 16 de mayo de 1979      | Mario Ramón Beteta Monsalve (1975 - 1976) Julio Rodolfo Moctezuma Cid (1976 - 1977)                                     | Luis Echeverría Álvarez (1970 - 1976)                                 |
| Miguel de la Madrid Hurtado        | 29 de septiembre de 1975 - 16 de mayo de 1979      | David Ibarra Muñoz (1977 - 1982)                                                                                        | José López Portillo (1976 - 1982)                                     |
| Jesús Silva-Herzog Flores          | 22 de mayo de 1979 - 16 de marzo de 1982           | David Ibarra Muñoz (1977 - 1982)                                                                                        | José López Portillo (1976 - 1982)                                     |
| Antonio Enríquez Savignac          | 26 de marzo de 1982 - 30 de noviembre de 1982      | Jesús Silva-Herzog Flores (1982 - 1986)                                                                                 | José López Portillo (1976 - 1982)                                     |
| Francisco Suárez Dávila            | 2 de diciembre de 1982 - 30 de noviembre de 1988   | Jesús Silva-Herzog Flores (1982 - 1986)                                                                                 | Miguel de la Madrid Hurtado (1982 - 1988)                             |
| Francisco Suárez Dávila            | 2 de diciembre de 1982 - 30 de noviembre de 1988   | Gustavo Petricioli Iturbe (1986 - 1988)                                                                                 | Miguel de la Madrid Hurtado (1982 - 1988)                             |
| Guillermo Ortiz Martinez           | 5 de diciembre de 1988 - 30 de noviembre de 1994   | Pedro Aspe Armella (1988 - 1994)                                                                                        | Carlos Salinas de Gortari (1988 - 1994)                               |
| José Julián Sidaoui Dib            | 5 de diciembre de 1994 - 10 de diciembre de 1996   | Jaime Serra Puche (1994) Guillermo Ortiz Martínez (1994 - 1998) José Ángel Gurría Treviño (1998 - 2000)                 | Ernesto Zedillo Ponce de León (1994 - 2000)                           |
| Martín Werner Wainfeld             | 1 de enero de 1997 - 31 de diciembre de 1999       | Jaime Serra Puche (1994) Guillermo Ortiz Martínez (1994 - 1998) José Ángel Gurría Treviño (1998 - 2000)                 | Ernesto Zedillo Ponce de León (1994 - 2000)                           |
| Carlos Noriega Curtis              | 1 de enero de 2000 - 30 de noviembre de 2000       | Jaime Serra Puche (1994) Guillermo Ortiz Martínez (1994 - 1998) José Ángel Gurría Treviño (1998 - 2000)                 | Ernesto Zedillo Ponce de León (1994 - 2000)                           |
| Agustín Carstens Carstens          | 14 de diciembre de 2000 - 18 de junio de 2003      | Francisco Gil Díaz (2000 - 2006)                                                                                        | Vicente Fox Quesada (2000 - 2006)                                     |
| Alonso García Tamés                | 1 de julio de 2003 - 30 de noviembre de 2006       | Francisco Gil Díaz (2000 - 2006)                                                                                        | Vicente Fox Quesada (2000 - 2006)                                     |
| Alejandro Werner Wainfeld          | 7 de diciembre de 2006 - 16 de agosto de 2010      | Agustín Carstens Carstens (2006 - 2009) Ernesto Cordero Arroyo (2009 - 2011) José Antonio Meade Kuribreña (2011 - 2012) | Felipe Calderón Hinojosa (2006 - 2012)                                |
| José Antonio Meade Kuribreña       | 20 de agosto de 2010 - 7 de enero de 2011          | Agustín Carstens Carstens (2006 - 2009) Ernesto Cordero Arroyo (2009 - 2011) José Antonio Meade Kuribreña (2011 - 2012) | Felipe Calderón Hinojosa (2006 - 2012)                                |
| Gerardo Rodríguez Regordosa        | 19 de enero de 2011 - 30 de noviembre de 2012      | Agustín Carstens Carstens (2006 - 2009) Ernesto Cordero Arroyo (2009 - 2011) José Antonio Meade Kuribreña (2011 - 2012) | Felipe Calderón Hinojosa (2006 - 2012)                                |
| Fernando Aportela Rodríguez        | 6 de diciembre de 2012 - 7 de septiembre de 2016   | Luis Videgaray Caso (2012 - 2016) José Antonio Meade Kuribreña (2016 - 2017) José Antonio González Anaya (2017 - 2018)  | Enrique Peña Nieto (2012 - 2018)                                      |
| Vanessa Rubio Márquez              | 14 de septiembre de 2016 - 19 de enero de 2018     | Luis Videgaray Caso (2012 - 2016) José Antonio Meade Kuribreña (2016 - 2017) José Antonio González Anaya (2017 - 2018)  | Enrique Peña Nieto (2012 - 2018)                                      |
| Miguel Messmacher Linartas         | 24 de enero de 2018 - 30 de noviembre de 2018      | Luis Videgaray Caso (2012 - 2016) José Antonio Meade Kuribreña (2016 - 2017) José Antonio González Anaya (2017 - 2018)  | Enrique Peña Nieto (2012 - 2018)                                      |
| Arturo Herrera Gutiérrez           | 13 de diciembre de 2018 - 9 de julio de 2019       | Carlos Urzúa Macías (2018 - 2019) Arturo Herrera Gutiérrez (2019 - 2021) Rogelio Ramírez de la O (2021 - 2024)          | Andrés Manuel López Obrador (2018 - 2024)                             |
| Gabriel Yorio González             | 21 de agosto de 2019 - 30 de septiembre de 2024    | Carlos Urzúa Macías (2018 - 2019) Arturo Herrera Gutiérrez (2019 - 2021) Rogelio Ramírez de la O (2021 - 2024)          | Andrés Manuel López Obrador (2018 - 2024)                             |
| Edgar Amador Zamora                | 1 de octubre de 2024 - 7 de marzo de 2025          | Rogelio Ramírez de la O (2024 - 2025)                                                                                   | Claudia Sheinbaum Pardo (2024 - )                                     |
| María del Carmen Bonilla Rodríguez | 13 de agosto de 2025 -                             | Edgar Amador Zamora (2025 - )                                                                                           | Claudia Sheinbaum Pardo (2024 - )                                     |
| Fuente:                            |                                                    | |                                                                       |